# Izon
Izon is een gemeente in het Franse departement Gironde (regio Nouvelle-Aquitaine). De plaats maakt deel uit van het arrondissement Libourne. Izon telde op 1 januari 2022 6.347 inwoners.

## Geografie
De oppervlakte van Izon bedroeg op 1 januari 2022 15,59 vierkante kilometer; de bevolkingsdichtheid was toen 407,1 inwoners per km².

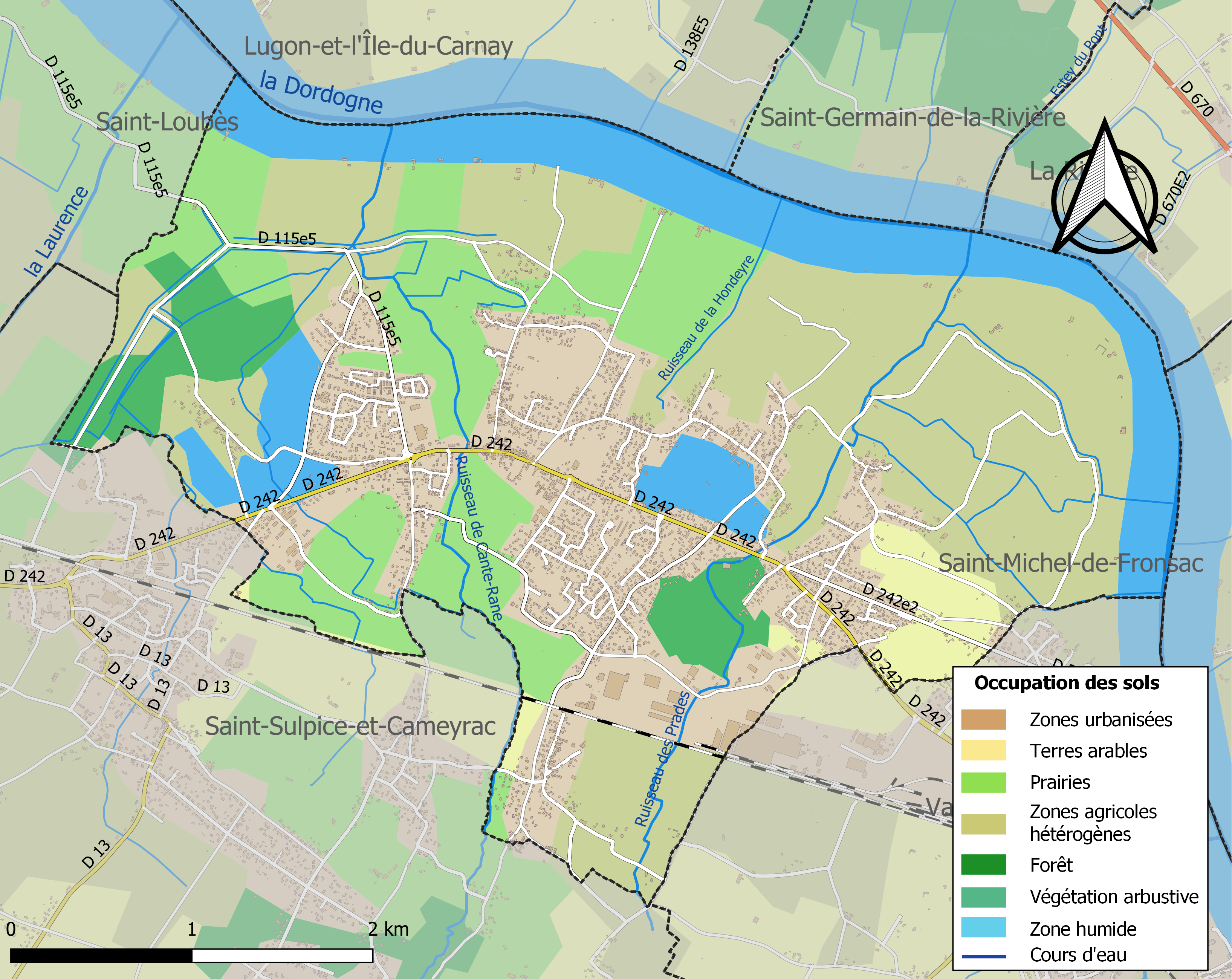
Kaart van de gemeente met belangrijkste infrastructuur, bodemgebruik en omliggende gemeenten

## Verkeer
De spoorweghalte Saint-Sulpice-Izon ligt op het grondgebied van de aanpalende gemeente  Saint-Sulpice-et-Cameyrac.

## Demografie
Onderstaande figuur toont het verloop van het inwonertal (bron: INSEE-tellingen).